# Фауст и Мефистофель
«Фа́уст и Мефисто́фель» (англ. Faust and Mephistopheles) — немой короткометражный фильм Джорджа Альберта Смита. Дата премьеры неизвестна. Фильм утерян. 

## Сюжет
Фауст видит призрака Мефистофеля. Тот вызывает у него видение девушки, ради которой он подписывает договор и становится молодым.

## Художественные особенности
Длина плёнки — 22 метра